# Sándor Barcs
Dans le nom hongrois Barcs Sándor, le nom de famille précède le prénom, mais cet article utilise l’ordre habituel en français Sándor Barcs, où le prénom précède le nom.
Sándor Barcs, né le 10 novembre 1912 à Szeged et mort le 7 janvier 2010 à Budapest, est un dirigeant hongrois de football.

## Biographie
Il est notamment président de l'UEFA par intérim du 7 juillet 1972 au 15 mars 1973. Il est également président de la Fédération hongroise de football en 1950.